# Heighington (Lincolnshire)
Heighington – wieś w Anglii, w hrabstwie Lincolnshire, w dystrykcie North Kesteven. Leży 6 km na południowy wschód od Lincoln i 191 km na północ od Londynu.
W 2001 miejscowość liczyła 2918 mieszkańców.